# Tournoi de tennis de Cherbourg
Le Challenger La Manche est un tournoi de tennis professionnel masculin dirigé par Anthony Thiebot ayant lieu tous les ans au mois de février à Cherbourg. Il a été créé en 1994 et se joue sur dur indoor.
Il a lieu dans le complexe sportif Chantereyne de Cherbourg. Les qualifications se déroulent quant à elles au complexe sportif Bagatelle de Tourlaville.
Du point de vue de la dotation, le tournoi cherbourgeois se place en neuvième position nationale.
Le tournoi est un rendez-vous important pour les espoirs du tennis français et international. Des joueurs tels que Rafael Nadal, Grigor Dimitrov, Sébastien Grosjean, Arnaud Clément ou encore Nicolas Mahut ont remporté le titre ou atteint la finale.

## Primes et points ATP
| Tour               | Points techniques | Prime    |
| ------------------ | ----------------- | -------- |
| Victoire           | 75                | 10 200 € |
| Finale             | 44                | 6 015 €  |
| Demi-finale        | 22                | 3 565 €  |
| Quart de finale    | 12                | 2 070 €  |
| Huitième de finale | 6                 | 1 200 €  |
| 1er tour (1/32)    | 0                 | 745 €    |

## Palmarès

### Simple
| Année | Dotation    | Vainqueur             | Finaliste              | Score         | Tableaux |
| ----- | ----------- | --------------------- | ---------------------- | ------------- | -------- |
| 1987  |             | Stefan Eriksson       | Jim Pugh               | 6-3, 6-0      |          |
| 1988  |             | Scott Davis           | Jan Apell              | 6-3, 6-4      |          |
| 1989  |             | Veli Paloheimo        | Martin Laurendeau      | 3-6, 6-3, 6-2 |          |
| 1991  |             | Jeremy Bates          | Byron Black            | 7-5, 1-6, 7-6 |          |
| 1992  |             | Jan Apell             | Christian Saceanu      | 6-3, 6-7, 7-6 |          |
| 1994  |             | Thierry Guardiola     | Lionel Roux            | 6-4, 6-4      |          |
| 1995  |             | Gianluca Pozzi        | Kenneth Carlsen        | 1-6, 7-6, 6-4 |          |
| 1996  |             | Magnus Gustafsson     | Kenneth Carlsen        | 6-7, 7-6, 6-4 |          |
| 1997  |             | Frederik Fetterlein   | Lionel Roux            | 6-3, 6-4      |          |
| 1998  |             | Jérôme Golmard        | Gianluca Pozzi         | 3-6, 6-4, 6-3 |          |
| 1999  |             | Sébastien Grosjean    | Antony Dupuis          | 4-6, 6-3, 6-0 |          |
| 2000  |             | Julien Boutter        | Mikhail Youzhny        | 6-1, 6-0      |          |
| 2001  |             | Orlin Stanoytchev     | Clemens Trimmel        | 6-4, 3-6, 7-5 | 2001     |
| 2002  |             | Lionel Roux           | Jean-René Lisnard      | 6-4, 5-7, 6-3 | 2002     |
| 2003  |             | Sergio Roitman        | Rafael Nadal           | 6-3, 5-7, 6-4 | 2003     |
| 2004  |             | Julien Jeanpierre     | Roko Karanušić         | 6-1, 6-2      | 2004     |
| 2005  |             | Rik De Voest          | Nicolas Mahut          | 7-5, 6-2      | 2005     |
| 2006  |             | Nicolas Mahut         | Jean-Christophe Faurel | 6-2, 6-4      | 2006     |
| 2007  | 42 500 €    | Federico Luzzi        | Jérôme Haehnel         | 7-5, 7-66     | 2007     |
| 2008  | 42 500 €    | Thierry Ascione       | Kristian Pless         | 7-5, 7-65     | 2008     |
| 2009  | 42 500 €    | Arnaud Clément        | Thierry Ascione        | 6-2, 6-4      | 2009     |
| 2010  | 42 500 €    | Nicolas Mahut (2)     | Gilles Müller          | 6-4, 6-3      | 2010     |
| 2011  | 42 500 €    | Grigor Dimitrov       | Nicolas Mahut          | 6-2, 7-64     | 2011     |
| 2012  | 42 500 €    | Josselin Ouanna       | Maxime Teixeira        | 6-3, 6-2      | 2012     |
| 2013  | 42 500 € +H | Jesse Huta Galung     | Vincent Millot         | 6-1, 6-3      | 2013     |
| 2014  | 64 000 €    | Kenny de Schepper     | Norbert Gombos         | 3-6, 6-2, 6-3 | 2014     |
| 2015  | 42 500 €    | Norbert Gombos        | Benoît Paire           | 6-1, 7-64     | 2015     |
| 2016  | 42 500 €    | Jordan Thompson       | Adam Pavlásek          | 4-6, 6-4, 6-1 | 2016     |
| 2017  | 43 000 €    | Mathias Bourgue       | Maximilian Marterer    | 6-3, 7-63     | 2017     |
| 2018  | 43 000 €    | Maximilian Marterer   | Constant Lestienne     | 6-4, 7-5      | 2018     |
| 2019  | 46 600 €    | Ugo Humbert           | Steve Darcis           | 6-7, 6-3, 6-3 | 2019     |
| 2020  | 46 600 €    | Roman Safiullin       | Roberto Marcora        | 6-4, 6-2      | 2020     |
| 2021  | 88 520 €    | Ruben Bemelmans       | Lukáš Rosol            | 6-4, 6-4      | 2021     |
| 2022  | 45 730 €    | Benjamin Bonzi        | Constant Lestienne     | 6-4, 2-6, 6-4 | 2022     |
| 2023  | 73 000 €    | Giulio Zeppieri       | Titouan Droguet        | 7-5, 7-64     |          |
| 2024  | 74 825 €    | Zsombor Piros         | Mattéo Martineau       | 6-3, 6-4      |          |
| 2025  | 91 250 €    | Pierre-Hugues Herbert | Jelle Sels             | 6-3, 6-4      |          |

### Double
| Année | Vainqueurs                                    | Finalistes                              | Score              |
| ----- | --------------------------------------------- | --------------------------------------- | ------------------ |
| 1987  | Paul Chamberlin Leif Shiras                   | Jim Pugh Éric Winogradsky               | 7-5, 7-5           |
| 1988  | Jan Apell Peter Nyborg                        | Peter Bastiansen Peter Flintsoe         | 6-2, 6-2           |
| 1989  | Ronnie Båthman Andrew Castle                  | Olli Rahnasto Johan Vekemans            | 6-2, 6-3           |
| 1991  | Sander Groen Byron Talbot                     | Michael Daniel Brian Devening           | 3-6, 6-3, 7-5      |
| 1992  | Kent Kinnear Christian Saceanu                | Joost Winnink Tomáš Zdražila            | 6-1, 6-4           |
| 1994  | Neil Broad Johan de Beer                      | Donald Johnson Kent Kinnear             | 7-6, 2-6, 6-3      |
| 1995  | Bill Behrens Matt Lucena                      | Marius Barnard Stefan Kruger            | 7-6, 6-1           |
| 1996  | Marius Barnard Bill Behrens (2)               | João Cunha e Silva Mathias Huning       | 6-2, 4-6, 6-3      |
| 1997  | Max Mirnyi Kevin Ullyett                      | Stefano Pescosolido Vincenzo Santopadre | 6-3, 6-7, 6-4      |
| 1998  | Massimo Ardinghi Massimo Bertolini            | Jean-Philippe Fleurian Stéphane Simian  | 6-3, 2-6, 6-4      |
| 1999  | Michael Hill Andrew Painter                   | Massimo Bertolini Cristian Brandi       | 7-5, 7-6           |
| 2000  | Julien Boutter Michaël Llodra                 | Julien Benneteau Nicolas Mahut          | 2-6, 6-4, 7-5      |
| 2001  | Julian Knowle Lorenzo Manta                   | Cédric Kauffmann Frédéric Niemeyer      | 3-6, 6-4, 6-3      |
| 2002  | Noam Behr Jonathan Erlich                     | Julien Benneteau Lionel Roux            | Forfait            |
| 2003  | Benjamin Cassaigne Rik De Voest               | Brandon Coupe Scott Humphries           | 6-717, 7-65, 7-611 |
| 2004  | Michal Mertiňák Alexander Waske               | Emilio Benfele Álvarez Jun Kato         | 6-4, 7-61          |
| 2005  | Sanchai Ratiwatana Sonchat Ratiwatana         | Jean-Christophe Faurel Nicolas Renavand | 6-3, 6-2           |
| 2006  | Jean-François Bachelot Stéphane Robert        | Sanchai Ratiwatana Sonchat Ratiwatana   | 7-65, 6-3          |
| 2007  | Michal Mertiňák (2) Robin Vik                 | Łukasz Kubot Dick Norman                | 6-2, 6-4           |
| 2008  | Florin Mergea Horia Tecău                     | Jean-Claude Scherrer Márcio Torres      | 7-5, 7-5           |
| 2009  | Arnaud Clément Édouard Roger-Vasselin         | Martin Fischer Martin Slanar            | 4-6, 6-2, [10-3]   |
| 2010  | Nicolas Mahut Édouard Roger-Vasselin (2)      | Harsh Mankad Adil Shamasdin             | 6-2, 6-4           |
| 2011  | Pierre-Hugues Herbert Nicolas Renavand        | Nicolas Mahut Édouard Roger-Vasselin    | 3-6, 6-4, [10-5]   |
| 2012  | Laurynas Grigelis Uladzimir Ignatik           | Dustin Brown Jonathan Marray            | 4-6, 7-69, [10-0]  |
| 2013  | Sanchai Ratiwatana (2) Sonchat Ratiwatana (2) | Philipp Marx Florin Mergea              | 7-5, 6-4           |
| 2014  | Henri Kontinen Konstantin Kravchuk            | Pierre-Hugues Herbert Albano Olivetti   | 6-4, 63-7, [10-7]  |
| 2015  | Andreas Beck Jan Mertl                        | Rameez Junaid Adil Shamasdin            | 6-2, 3-6, [10-3]   |
| 2016  | Ken Skupski Neal Skupski                      | Yoshihito Nishioka Aldin Šetkić         | 4-6, 6-3, [10-6]   |
| 2017  | Roman Jebavý Igor Zelenay                     | Dino Marcan Tristan-Samuel Weissborn    | 7-64, 64-7, [10-6] |
| 2018  | Romain Arneodo Tristan-Samuel Weissborn       | Antonio Šančić Ken Skupski              | 6-3, 1-6, [10-4]   |
| 2019  | Robert Galloway Nathaniel Lammons             | Javier Barranco Cosano Raúl Brancaccio  | 4-6, 7-64, [10-8]  |
| 2020  | Pavel Kotov Roman Safiullin                   | Dan Added Albano Olivetti               | 7-66, 5-7, [12-10] |
| 2021  | Lukáš Klein Alex Molčan                       | Antoine Hoang Albano Olivetti           | 1-6, 7-5, [10-6]   |
| 2022  | Jonathan Eysseric Quentin Halys               | Hendrik Jebens Niklas Schell            | 7-66, 6-2          |
| 2023  | Ivan Liutarevich Vladyslav Manafov            | Karol Drzewiecki Kacper Żuk             | 7-610, 7-67        |
| 2024  | Georges Goldhoff James Kent Trotter           | Rayan Nijboer Niklas Schell             | 6-2, 6-3           |
| 2025  | Oleg Prihodko Vitaly Sachko                   | Lukáš Pokorný Giorgio Ricca             | 6-2, 6-2           |